# Yamagata Masao
Yamagata Masao (japanisch 山縣 昌夫; geboren 4. Januar 1898 in Tōkyō; gestorben 3. März 1981 daselbst) war ein japanischer Schiffbauingenieur.

## Leben und Wirken
Yamagata Masao schloss 1921 sein Studium an der Universität Tōkyō ab. Er trat ins Ministerium für Post und Kommunikation (逓信省, Teishinshō) ein, wechselte 1943 ins Transportministerium (運輸通信省, Un’yu tsūshin-shō), wo er Direktor der Abteilung für Schifffahrt (船舶局, Sempaku-kyoku) wurde und dann Direktor der Schiffahrts-Versuchsabteilung (舶試験所, Haku-shikenjo).
Von 1947 bis 1958 wirkte Yamagata als Professor an der Universität Tōkyō, an der er von 1956 bis 1958 Dekan der Fakultät für Ingenieurswesen war. Er wurde als „Meiyo Kyōju“ verabschiedet.
Yamagata führte grundlegende Untersuchungen durch zur Gestaltung des Schiffrumpfes und legte damit den Grundstein zur raschen Entwicklung des japanischen Schiffbaus. Er wirkte als Vorsitzender der „Gesellschaft für Schiffsbau“ (造船協会, Zōsen kyōkai), als Berater des „Komitees für Atomenergie“ (原子力委員会, Genshiryoku iinkai), als Vorsitzender der „Japanischen Gesellschaft für Seewesen“  (日本海事協会, Nihon kaiji kyōkai) und als Vorsitzender der „Japanische Zentralgesellschaft für Schiffsbautechnik“ (日本造船技術センター会, Nihon zōsen gijutsu center-kai). Er setzte sich ein für eine nationale Entwicklung für Schiffe mit Atomantrieb. Er war Mitglied der Akademie der Wissenschaften.
1967 wurde Yamagata als Person mit besonderen kulturellen Verdiensten geehrt und im gleichen Jahr mit dem Kulturorden ausgezeichnet.
Zu Yamagatas Werken gehört die „Schifftyp-Lehre“  (船型学, Senkei-gaku).